# Quatre Pilans
los Quatre Pilans és una partida de l'Horta de Lleida, pertanyent a la ciutat de Lleida.
Partida històrica, conté avui gran part del barri d'El Secà de Sant Pere de Lleida.
Limita:
- Al nord amb la partida de Les Canals.
- A l'est amb la partida del Terme de Grealó.
- Al sud amb la partida de La Femosa.
- Al sud-oest amb la partida del Pla de Lleida.
- A l'oest amb el barri de La Bordeta.